# 戈德里奇
戈德里奇（英語：Goderich）是加拿大安大略省西南部的一個鎮，位於梅特蘭河匯入休倫湖所在，為休倫縣的縣治。據2011年加拿大人口普查所示，戈德里奇鎮內人口為7521人。

## 歷史
1825年，約翰·加爾特（John Galt）等人在英國成立加拿大公司，並獲政府以廉價出售上加拿大西部大片土地。公司將該片稱為「休倫地段」（Huron Tract）的土地分拆售予新移民；部分收益原意是用作撫恤在1812年戰爭期間遭受嚴重損失的上加拿大英裔殖民，但該批居民最終沒有從中得益。
加爾特委任其友人威廉·登洛普（William Dunlop）為休倫地段的林區主管，而登洛普則於1827年在此設立據點，從此處管轄休倫地段的事務。到了1829年加拿大公司已在此劃下鎮址；該地以時任英國殖民地大臣和1827年-28年間擔任英國首相的戈德里奇子爵命名。休倫區（District of Huron）於1841年成立，行政中心設於戈德里奇。該行政區劃於1849年廢除並由休倫縣取代，該縣縣治同設於此；戈德里奇再於1850年正式建制為鎮。
2011年8月21日，一股F3級龍捲風橫掃戈德里奇，摧毀數百座住宅和商戶，造成1人死亡和37人受傷，鎮内損失約達1億3千萬加元。

## 交通
安大略8號和21號省道在鎮内交匯：8號省道西北起戈德里奇，往東南經斯特拉特福和基秦拿伸延至咸美頓；21號省道南至蘭布頓縣，北達奧雲灣。

## 外部連結
- 维基共享资源上的相關多媒體資源：戈德里奇
- （英文）Town of Goderich （页面存档备份，存于）－戈德里奇鎮政府官方網站